# Backbrassen
Backbrassen ist ein Begriff aus der Seemannssprache.
Backbrassen bezeichnet das Manöver, bei dem Segel eines Segelschiffs in eine Stellung gebracht werden, dass der Wind von vorn (also der „falschen“ Seite) auf ihre Fläche trifft. Rahsegel werden dabei gegen den Mast gedrückt.
Durch Backbrassen kann die Fahrt (Geschwindigkeit) des Schiffs abgebremst oder auch gestoppt werden. Ein Segel (z. B. das Vorsegel) kann auch back gehalten werden, um eine gewollte Drehbewegung einzuleiten oder zu unterstützen – z. B. um bei einer Wende durch den Wind zu kommen. Dieses Backhalten kann bei Schiffen ohne zusätzlichen Antrieb auch notwendig sein, um etwa beim An- und Ablegen zu manövrieren.
Backbrassen wurde unter anderem auch angewandt, wenn der Segler in der Schlachtlinie zu weit vorgegangen war.